# Michael Milton

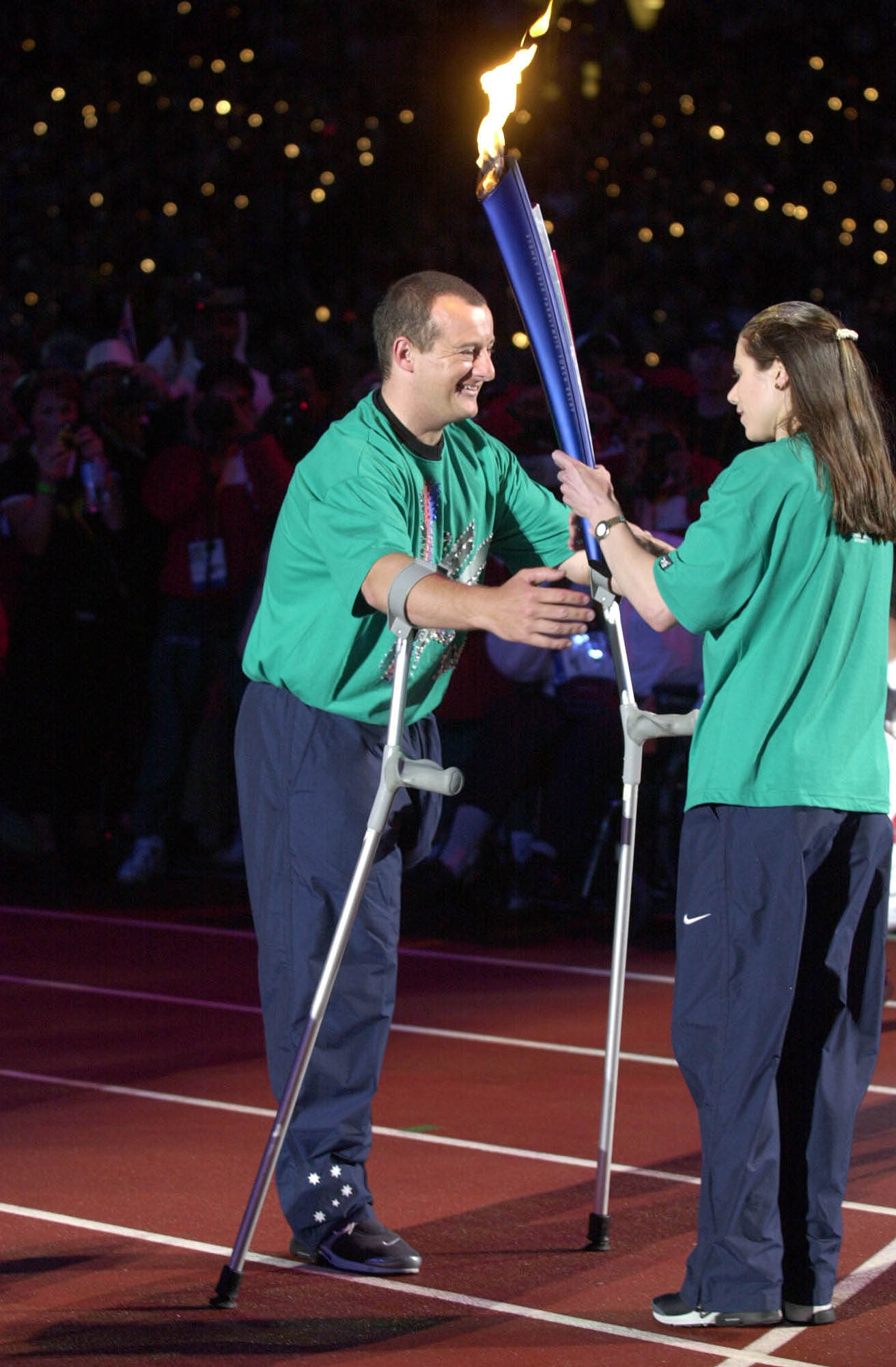
Michael Milton und Lisa Llorens bei der Eröffnungsfeier der Paralympics 2000

Michael Milton OAM (* 21. März 1973 in Canberra) ist ein australischer Skirennläufer. Mit zehn Medaillen, darunter sechs goldenen, gehört der zu den erfolgreichsten Sportlern bei den Winter-Paralympics. 2003 wurde er als Behindertensportler des Jahres mit dem Laureus World Sports Award ausgezeichnet.

## Werdegang
Milton verlor nach einer Knochenkrebserkrankung bereits als Jugendlicher ein Bein. Im Alter von 14 Jahren nahm er in Innsbruck erstmals an den Paralympics teil. Vier Jahre später gewann er in Albertville seine erste Goldmedaille, gleichbedeutend mit dem ersten Sieg eines Australiers in der Geschichte der Winter-Paralympics überhaupt. Hierfür wurde er mit der Medaille des Order of Australia ausgezeichnet. Seine erfolgreichsten Spiele waren die Paralympics 2002 in Salt Lake City, bei denen er in allen vier Disziplinen (Slalom, Riesenslalom, Super-G und Abfahrt) die Goldmedaille gewann.
Neben seinen Erfolgen bei den Paralympics gewann Milton auch elf Medaillen bei den Alpinen Weltmeisterschaften der Behinderten, darunter sechs Mal Gold.
Seit April 2003 betreibt Milton auch Geschwindigkeitsskifahren und verbesserte auf Anhieb den 16 Jahre alten Geschwindigkeitsweltrekord für Einbeinige auf über 193 km/h. Im April 2005 war er der erste Sportler mit einer Behinderung, der die Marke von 200 km/h durchbrechen konnte und schraubte den Rekord auf 210,4 km/h.
Seit 2007 ist Michael Milton auch im Bahnradsport aktiv und nahm an den Sommer-Paralympics 2008 in Peking erfolgreich teil: Im Zeitfahren belegte er den 8. Platz.